# Din röst är min röst
Din röst är min röst (engelska: Left Right and Centre) är en brittisk romantisk komedi från 1959 i regi av Sidney Gilliat.

## Handling
Under kampanjen för ett fyllnadsval på brittiska landsbygden blir kandidaterna för Tories och Labour förälskade i varandra.

## Rollista i urval
- Ian Carmichael - Robert Wilcot
- Patricia Bredin - Stella Stoker
- Alastair Sim - Lord Wilcot
- Richard Wattis - Harding-Pratt
- Eric Barker - Bert Glimmer
- Moyra Fraser - Annabel Brentwood
- Jack Hedley - Bill Hemingway
- Gordon Harker - Hardy